# 長谷川信義
長谷川 信義（はせがわ のぶよし、1942年4月29日 - ）は、日本の地方公務員。愛知県企業庁長、愛知県副知事、愛知環状鉄道代表取締役社長等を歴任した。瑞宝中綬章受章。

## 人物・経歴
1965年明治大学政治経済学部卒業、愛知県入庁。1988年に2005年日本国際博覧会構想が始まると、担当課長などとして誘致活動にあたり、1998年からは国際博推進局長を務めた。1999年労働部長。2000年環境部長。2001年愛知県企業庁長（公営企業管理者）。2002年から愛知県副知事を務め、2005年日本国際博覧会推進幹部連絡会議に参加するなどした。2006年 愛知県信用保証協会理事長。2008年学校法人名城大学理事。2010年愛知環状鉄道株式会社代表取締役社長。2012年公益財団法人愛知大学教育研究支援財団理事。2016年株式会社名古屋銀行監査役。2020年株式会社名古屋銀行取締役監査等委員。

## 栄典
- 平成24年春の叙勲で瑞宝中綬章を受章[5]